# Zdeněk Pecka
Zdeněk Pecka (* 6. Februar 1954 in Litoměřice; † 30. Januar 2024) war ein tschechoslowakischer Ruderer, der zwei olympische Bronzemedaillen gewann.
Pecka trat 1972 bei den Junioren-Weltmeisterschaften im Einer an und belegte den sechsten Platz. Bei den Olympischen Spielen 1976 belegte der tschechoslowakische Doppelvierer mit Jaroslav Hellebrand, Václav Vochoska, Zdeněk Pecka und Vladek Lacina den dritten Platz hinter den Booten aus der DDR und der Sowjetunion. 1977 erreichte der Doppelvierer mit Karel Černý, Filip Koudela, Václav Vochoska und Zdeněk Pecka bei den Weltmeisterschaften den zweiten Platz hinter dem Doppelvierer aus der DDR, 1978 belegten Vochoska, Pecka, Koudela und Lacina den vierten Platz.
1979 wechselten Vochoska und Pecka in den Doppelzweier; bei den Weltmeisterschaften in Bled gewannen sie Silber hinter den norwegischen Brüdern Frank und Alf Hansen. Wegen des Olympiaboykotts waren die beiden Norweger bei den Olympischen Spielen 1980 nicht am Start; es siegte das Boot aus der DDR vor den Jugoslawen, Vochoska und Pecka erhielten ihre zweite Bronzemedaille. Ihre letzte Medaille gewannen die beiden Tschechoslowaken bei den Weltmeisterschaften 1982, als sie hinter den Booten aus Norwegen und der DDR als Dritte das Ziel erreichten.
Von 1989 bis 2004 war Zdeněk Pecka als Trainer von Václav Chalupa tätig.